# اسلام‌آباد (کارون)
اسلام‌آباد، روستایی در دهستان سویسه بخش سویسه شهرستان کارون در استان خوزستان ایران است.

## جمعیت
بر پایه سرشماری عمومی نفوس و مسکن در سال ۱۳۹۵، جمعیت این روستا ۲٬۰۲۴ نفر (۵۰۸ خانوار) بوده است.